# Autonomna Republika Krim
Autonomna Republika Krim (ukr. Крим, Автономна Республіка Крим, rus. Крым, Автономная Республика Крым, krim. Qırım, Qırım Muhtar Cumhuriyeti) je jedina ukrajinska autonomna republika smještena na gornjoj obali Crnog mora, na istoimenom poluotoku. U političkom smislu predstavlja Autonomnu Republiku Krim koja se nalazi u sklopu Ukrajine. Površina poluotoka iznosi 26.100 km². 
Autonomna Republika Krim je parlamentarna republika koja nema zasebnog predsjednika. Ima vlastiti ustav, Zakonodavno Vrhovno vijeće te izvršno Vijeće ministara s velikom autonomijom u donošenju lokalnih pitanja. Krim je podijeljen u 25 manjih okruga: 14 rajona i 11 jedinica predvođenih gradskim vijećima.
Temeljem nelegitimnog referenduma održanog 17. ožujka 2014. AR Krim proglasila je neovisnost od Ukrajine i obratila se Ruskoj Federaciji s prijedlogom pripojenja Krima u sastav Ruske Federacije kao novog subjekta sa statusom republike. Ukrajinska vlada i međunarodna zajednica ne priznaju legitimnost referenduma i pripojenje koje je uslijedilo nekoliko dana nakon provedenog referenduma.

## Stanovništvo
Prvi stanovnici poluotoka Krima imali su uglavnom slavensko, germansko i romansko porijeklo. Posebno su se na tom poluotoku istaknuli Grci, Skiti, Goti (prisutni čak do 17. stoljeća) i slavenski narodi. Gotovo svi prethodni stanovnici asimilirani su u malobrojnu ali snažnu tatarsku zajednicu tijekom 14. stoljeća, a naposljetku prihvaćaju i islamsku vjeru čime gube svoj prvotni kršćanski identitet. S tom činjenicom, stanovnici gotovo oduvijek multikulturalnog Krima, postaju specifičan i rasno vrlo raznolik narod, s mnogo europskog elementa, bez obzira na činjenicu da je poluotok postao jedan od centara napredne islamske civilizacije gotovo u samom središtu Europe.
Prema službenom popisu stanovništva u Ukrajini iz 2001. godine na Krimu je živjelo oko 2.033.700 ljudi, a posljednje službene procjene iz 2007. godine ukazuju da na Krimu danas živi manje od 1.973.185 ljudi. Etnički sastav poluotoka i dalje je relativno nepromijenjen; većinu od 58.32% čine etnički Rusi (uglavnom doseljeni nakon Drugog svjetskog rata), potom Ukrajinci s 24.32%, Krimski Tatari sa 12.1% i Bjelorusi sa 1.44%. Krimski Tatari vraćeni su na poluotok iz središnje Rusije nakon osamostaljenja Ukrajine te ih danas ondje živi oko 250.000, a ujedno predstavljaju jedinu veću muslimansku zajednicu u Ukrajini. Armenci, Židovi, Nijemci i drugi narodi ne prelaze 1% krimske populacije. 
Posljednje desetljeće broj stanovnika na poluotoku Krimu bilježi pad, posebno zbog visokog porasta smrtnosti starije umirovljeničke populacije.

## Zemljopis i klima
Krim je smješten na sjevernoj obali Crnog mora, uz zapadnu obalu Azovskog mora, dotičući Hersonsku oblast na sjeveru. Iako je smješten na rubnom jugozapadnom području poluotoka Krima, grad Sevastopolj ima poseban značaj i status na poluotoku. Površina cjelog poluotoka iznosi 26,100 km², a sama krimska obala je isprekidana s nekoliko većih uvala i pomorskih luka. Pomorska luka leži na zapadu u uvali Karkinit, zatim na jugozapadu u otvorenoj Kalamitskoj uvali koja je ujedno i luka grada Evpatorije i Sevastopolja, na sjeveru se nalazi Arabatska uvala i s istočne strane takozvana Kerčanska uvala. Na jugu Krima se također nalazi poznata ukrajinska luka Feodosija, u istoimenoj uvali.
Većina teritorija poluotoka Krima ima kontinentalnu klimu, izuzev krajnjeg juga gdje prevladava subtropska klima, na koju posebno utječe Crno more. Ljeta mogu biti poprilično topla i dosegnuti temperaturu od 30 °C, posebno tijekom srpnja, dok su zime umjereno hladne i kreću se do -0,3 °C tijekom siječnja, izuzev krajnjeg juga gdje se kreću do -4 °C. Količina padalina na Krimu u prosjeku doseže 400 mm godišnje, ali na jugu je taj broj udvostručen, posebno na području grada Jalte gdje doseže 1,050 mm padalina godišnje. Krim je oduvijek bio atraktivna turistička lokacija Ukrajinaca i Rusa iz cijelog Sovjetskog Saveza, koji taj poluotok uz primjerene ljetne temperature doživljavaju kao domaću turističku lokaciju već desetljećima.

## Povijest
Povoljni položaj i prirodni uvjeti Krimskog poluotoka uvjetovali su da Krim postane jednom od kolijevka čovječanstva. Prastari tragovi čovjeka na Krimskom poluotoku odnose se na razdoblje od oko 100.000 do 35.000 godina pr. Kr. Na prostoru Krima su također živjeli drevni narodi Kimerijci, potom Tavri i Skiti. Na Krimskom poluotoku nastali su grčki polisi (gradovi-države) Herson, Feodosija i Pantikapej, koji su vodili intenzivnu prekomorsku trgovinu. Potkraj 4. st. pr. Kr. na prostoru Krima se formira Skitska država, kojoj je glavni grad bio Napulj skitski, danas se na istom mjestu nalazi grad Simferopolj. 
Godine 988. kijevski knez Vladimir Veliki osvojio je grčku koloniju grad Herson što se smatra godinom preuzimanja vlasti nad teritorijem poluotoka Krima, koji se našao u sklopu srednjovjekovne države Kijevske Rusi. Krim se nalazio u sklopu kontrole kijevskih kneževa sve do 13. stoljeća kada su izvršeni jači vojni napadi Mongola koji su preuzeli kontrolu na Krimom. Raspadom mongolskog imperija ondje se zadržao manji dio tatarskog naroda i Krimsko kahstvo – neprestana opasnost za današnju ukrajinsku i rusku stepu. Ukrajinski kozaci su krajem 15. stoljeća prvi poveli rat protiv Tatara i moćne osmanske sile, da bi im se u 17. stoljeću priključili Rusi. Mnogoborojno slavensko stanovništvo Krimskog poluotoka navelo je Ruse i Ukrajince u 19. stoljeću da sa saveznicima povedu Krimski rat i ponovno u potpunosti prisvoje poluotok. 
Prema svjedočenju turskog povjesničara Evlije Čelebije, godine 1667. na Krimu je živjelo 1.120.000 stanovnika; oko 180 tisuća Tatara i preko 920 tisuća Ukrajinaca i Bjelorusa, koji su te prostore počeli intenzivno naseljavati dolazeći iz južne Bjelorusije i zapadne Ukrajine. Tijekom 18., 19. i posebno 20. stoljeća Krim će početi naseljavati i etnički Rusi, koji danas čine nadpolovičnu većinu na tom poluotoku. Godine 1954., Krimska oblast u sklopu sovjetske Rusije je prema inicijativi sovjetskog političara Nikite Hruščova s ukrajinskom biračkom bazom, drugi puta vraćena u sastav sovjetske Ukrajine. Krimski Tatari koje je Staljin protjerao nakon Drugog svjetskog rata optuživši ih za kolaboraciju s nacističkim vlastima, stekli su pravo povratka 1991. nakon osamostaljenja Ukrajine te ih danas na poluotoku živi oko 250.000, i uglavnom se služe bivšim službenim ruskim jezikom.

### Krimska autonomija (1992.)
Ideja formiranja krimske autonomije rodila se među postsovjetskim partijskim umirovljenicima na Krimu. Da bi svoje zahtjeve pravno regulirali, oni su se povezali s komunističkom političkom strujom u ukrajinskom parlamentu, obećavajući joj svoju potporu. Uspjeli su 1991. osigurati odluku parlamenta o formiranju Krimske Sovjetske Autonomne Republike u sastavu Ukrajine. Formirana krimska vlada u svojim prvim akcijama potpuno je zaustavila širenje ukrajinskih medija na poluotoku. Obavještajna služba KGB i vojna obavještajna služba Crnomorske flote brzo su formirale uporišta rusko-nacionalističke orijentacije, uglavnom među umirovljenicima. Zbog slabog materijalnog stanja, dojučerašnji partijski aktivisti brzo su se uključili u antiukrajinsku parolu, često izražavajući neobičnu mržnju neprimjerenu za svoju životnu dob. Na televiziji su često prikazivane te velike babuške ili djeduške kako guraju fige u TV kamere, proklinjući mladu neovisnost Ukrajine, usprkos tome što je ukrajinska politika revitalizirala gospodarstvo na tom poluotoku te im redovito isplaćuje mirovine. 
Svojedobno je list Glas Ukrajine izvjestio da je na Krimu tako mnogo bivših sovjetskih službenika da su stvorili Savez sovjetskih čekista. U Sevastopolju čekisti su organizirali svoj kongres na kojemu su obznanili svoj cilj – zakonski obnoviti nekadašnji Sovjetski Savez. Financiraju se tada ustanovama sumnjivog podrijetla, a ponekad i otvoreno kriminalnih u svojoj djelatnosti. Izdašno financirani tisak u uvjetima krize ukrajinskog tiska obrušio se na poluotok vrlo silovito, uništavajući i zadnje riječi objektivnog stanja u regiji, ali i cijeloj Ukrajini. U tu djeltnost aktivno se uključio i republički komitet kompartije Krima, tradicionalno najkonzervativniji ogranak Komunističke partije Sovjetskog Saveza (KPSS)  i Komunističke partije Ukrajine (KPU). Partijski novac koji je nakon raspada KPSS užurbano prebacivan u različita sumnjiva poduzeća stizao je u velikim omjerima i na Krim. Tako se formirala moćna baza partijsko-kriminalne oligarhije. Samo je lider krimskih komunista Leonid Grač postao osnivač četiriju komercijalnih tvrtki. Velik novac bio je usmjeren i za kupnju državnog vlasništva, pripremu izbora koji bi proglasili odcjepljenje od Ukrajine, a također i likvidaciju svih nepoželjnih subjekata koji su Krim vidjeli u sklopu Ukrajine. Na čelu antiukrajinske politike nalazio se Nikolaj Bagrov, dojučerašnji prvi sekretar KPSS. Prividno se dodvoravao ukrajinskom predsjedniku Leonidu Kravčuku, pripremajući u pozadini politiku teritorijalnog odcjepljenja Krima. 
Na putu svojevrsne komunističke urote uskoro se našla još opasnija politička i društvena snaga koja je zavladala cijelim postsovjetskim terenom, organizirani kriminal. Na Krimu je on pao na plodno tlo posebno zbog toga što je oko 12 milijuna turista svake sezone posjećivalo Krim te su ostavljali veliki novac koji je pogodovao cvjetanju prostitucije, razbojništva i trgovine narkoticima. Kumovi više krimskih mafijaških klanova uložili su golem novac u partijska odmarališta. Da bi legalizirali svoju djelatnost, tražili su političko uporište te ga pronašli u ruskom nacionalizmu. Budući da je krimsko Vrhovno vijeće tražilo veliko mito, pronašli su novo rješenje odnosno fiktivnog političkog vođu Jurija Mješkova koji je trebao legalizirati krimski kriminal. Na izborima su se sudarila dva podjednako nemoralna klana – komunistički (Bagrov) i klan kriminalnih biznisa (Mješkov). Malograđanska masa (glavni oslonac sovjetskog društva) glasala je za Mješkova koji je obećavao povećanje plaća u ruskim rubljima. Nakon pobjede Mješkova, naglo se povećao kriminal, a krvavi sukobi mafijaških klanova postali su dio krimske svakodnevnice. U aktivnu politiku Krima uključuje se i dio političke elite iz Moskve, te su Krim posjetili i savjetnici ruske vlade: Grišankov - bivši šef specijalnog odjela KGB SSSR-a, Koževnikov – potpukovnik vojne kontraobavještajne službe i Mihajlov – načelnik specijalnog odjela KGB SSSR-a.

## Vanjske poveznice
- http://enciklopedija.lzmk.hr/clanak.aspx?id=20775

- Službeni portal Vijeća ministara Krima (ukr.) (rus.) (engl.) (fr.)
- Službena stranica Vrhovne Rade Krima (ukr.) (rus.)
- Turistički smještaj na Krimu  Arhivirana inačica izvorne stranice od 10. ožujka 2014. (Wayback Machine) (engl.)
- Turističke informacije o Krimu  Arhivirana inačica izvorne stranice od 20. ožujka 2014. (Wayback Machine) (engl.)
- Kratke informacije o Krimu (engl.) (njem.)